# THE CIRCLE (B'zのアルバム)
『THE CIRCLE』（ザ・サークル）は、日本の音楽ユニット・B'zが、2005年4月6日にリリースした、14作目のオリジナル・アルバムである。

## 概要
長期に渡るソロ活動を終えて発表されたオリジナル・アルバム。
アルバム・タイトルの『CIRCLE』は「輪廻」という意味合いをもたせている。これは、松本と稲葉が長いソロ活動の後に再集結し、作業を進める中で「バンドは破滅を繰り返しながらも再生していく」と輪廻を感じたことに由来している。
ジャケット写真は石垣島で撮影された。当初「夏の爽やかな一枚」を撮ることを予定していたが、台風が直撃したことにより、曇りの中での撮影となった。なお、このジャケット写真は、Appleの製品である初代iPod nanoの公式ホームページやカタログなどの液晶画面に使われていた。
10thアルバム『Brotherhood』以来となる、バンドメンバーを固定したジャム・セッションのスタイルをとっている。これは、最初からテーマとして上げたのではなく、自然とそのようにスタートしたものだという。
シングル曲は本作の先行シングル「愛のバクダン」のみで、前年のシングル「BANZAI」と「ARIGATO」は未収録となった。その一方で、3rdアルバム『BREAK THROUGH』以来約15年ぶりに2nd beatが収録されている。
本作のプロモーションの一環として、2000年12月以来約4年ぶりにニッポン放送『オールナイトニッポン』（2005年3月19日放送）のパーソナリティーを務めた。
同年に行われたアルバムツアー『B'z LIVE-GYM 2005 "CIRCLE OF ROCK"』は、360度円形センターステージで行われた。
2018年に結成30周年記念として『DINOSAUR』までのオリジナル・アルバムと共にアナログレコード化された。

## チャート記録・受賞歴
週間売上34.5万枚を記録し、オリコンアルバムチャートにおいて初登場首位を獲得。これにより19作連続での首位を獲得し、900作目の1位獲得作品ともなった。また、本作で史上初のアルバム総売上4000万枚を突破した。
第20回日本ゴールドディスク大賞でロック&ポップ・アルバム・オブ・ザ・イヤーを受賞した。

## 収録曲
| 全作詞: 稲葉浩志、全作曲: 松本孝弘、全編曲: 松本孝弘・稲葉浩志・徳永暁人。 |                     |          |            |      |
| #                                                                          | タイトル            | 作詞     | 作曲・編曲 | 時間 |
| 1.                                                                         | 「THE CIRCLE」      | 稲葉浩志 | 松本孝弘   | 1:57 |
| 2.                                                                         | 「X」               | 稲葉浩志 | 松本孝弘   | 3:55 |
| 3.                                                                         | 「パルス」          | 稲葉浩志 | 松本孝弘   | 2:45 |
| 4.                                                                         | 「愛のバクダン」    | 稲葉浩志 | 松本孝弘   | 4:24 |
| 5.                                                                         | 「Fly The Flag」    | 稲葉浩志 | 松本孝弘   | 3:45 |
| 6.                                                                         | 「アクアブルー」    | 稲葉浩志 | 松本孝弘   | 3:20 |
| 7.                                                                         | 「睡蓮」            | 稲葉浩志 | 松本孝弘   | 4:11 |
| 8.                                                                         | 「Sanctuary」       | 稲葉浩志 | 松本孝弘   | 3:43 |
| 9.                                                                         | 「Fever」           | 稲葉浩志 | 松本孝弘   | 4:17 |
| 10.                                                                        | 「白い火花」        | 稲葉浩志 | 松本孝弘   | 3:59 |
| 11.                                                                        | 「イカロス」        | 稲葉浩志 | 松本孝弘   | 3:32 |
| 12.                                                                        | 「BLACK AND WHITE」 | 稲葉浩志 | 松本孝弘   | 4:24 |
| 13.                                                                        | 「Brighter Day」    | 稲葉浩志 | 松本孝弘   | 3:57 |
| 合計時間:                                                                  | 合計時間:           | 48:09    |            |      |

## 楽曲解説
1. THE CIRCLE
  - 演奏時間が2分に満たない1コーラスのみの楽曲で、アルバムのイントロダクションとなる曲である。
  - パーカッションやSEは、打ち込みではなく全てドラムスのシェーン・ガラースによって演奏された生音。
  - PVが制作されており、内容は稲葉が崖の上で歌い、松本が古びた灯台の窓辺でアコースティック・ギターを弾くというもの。
  - アルバムツアーではバンドメンバーの入場SEとして長めに編集されたインストゥルメンタルが使用されたが、演奏披露はされていない。
2. X
  - アルバムツアーではドーム公演のみ演奏された。
3. パルス
  - 発売後、NHKドラマ『生き残れ』テーマソングに起用された。
  - サビのPVも制作された。
  - アルバムツアーのホール・アリーナ公演では、1曲目として演奏された。また、この曲が同ツアーで演奏された際の映像が42ndシングル『SPLASH!』の初回限定盤（ブルー）の特典DVDに収録されている。
4. 愛のバクダン
  - 38thシングル。
5. Fly The Flag
  - ライブでは未演奏。
6. アクアブルー
  - 本作では数少ない長調の楽曲。
7. 睡蓮
8. Sanctuary
  - アルバムツアーではホール・アリーナ公演のみ演奏された。
9. Fever
  - 38thシングル『愛のバクダン』2nd beat。
  - アルバムにシングルの2nd beatが収録されたのは、「LOVE & CHAIN」以来約15年ぶりとなった[注 1]。
10. 白い火花
  - B'zの楽曲では数少ないベースソロが存在する。
  - ライブでは未演奏。
11. イカロス
  - 三連系の曲。A・Bメロはゆったりしたビートで、サビからテンポが速くなる。
  - アルバムツアーではこの曲調に合わせて円形ステージの外周が速度を変えて回転する演出が行われた。
12. BLACK AND WHITE
  - こちらもPVが制作されており、稲葉と松本がコンテナの前で演奏し、画面左右にそれぞれが鏡のように対称に映る映像となっている。
  - アルバムツアーでは増田隆宣のキーボードソロから演奏され、最後のサビにメロディーが追加されている。
13. Brighter Day
  - 「DEVIL」以来の全英詞の曲で、B'zとしては初の全英詞バラード。
  - 2007年に海外のiTunes Storeで配信されたミニ・アルバム『B'z』にリミックスバージョンが収録されている[注 2]。
  - アルバムツアーでは未演奏となったが、2006年9月1日に行われた『B'z NETWORK LIVE in Japan』にて初披露された。また、2012年に行われた『PEPSI NEX presents B'z PREMIUM LIVE OSAKA/TOKYO』、『B'z LIVE-GYM 2012 -Into Free-』でも演奏され、主に国外向けのライブで演奏されている。

## タイアップ
シングル曲については各作品の項目を参照
- NHKドラマ『生き残れ』テーマソング (#3)

## 参加ミュージシャン
- 松本孝弘:ギター、全曲作曲・編曲
- 稲葉浩志:ボーカル、全曲作詞・編曲
- 徳永暁人:ベース、全曲編曲
- シェーン・ガラース:ドラム (#1-11.13)、パーカッション
- ブライアン・ティッシー:ドラム (#12)

## ライブ映像作品
シングル曲については各作品の項目を参照
X
- B'z LIVE-GYM 2005 -CIRCLE OF ROCK-

パルス
- SPLASH!（特典DVD）
- B'z LIVE-GYM 2005 -CIRCLE OF ROCK-

アクアブルー
- B'z LIVE-GYM 2005 -CIRCLE OF ROCK-

睡蓮
- B'z LIVE-GYM 2005 -CIRCLE OF ROCK-

イカロス
- B'z LIVE-GYM 2005 -CIRCLE OF ROCK-

BLACK AND WHITE
- B'z LIVE-GYM 2005 -CIRCLE OF ROCK-

Brighter Day
- B'z LIVE in なんば
- B'z LIVE in なんば 2006 & B'z SHOWCASE 2007 -19- at Zepp Tokyo
- EPIC DAY（特典DVD）